# Geórgios Papailiópoulos
Geórgios Papailiópoulos (grec moderne : Γεώργιος Παπαηλιόπουλος) parfois Georgákis Papailiópoulos, était un homme politique grec qui participa à la guerre d'indépendance grecque.
Il participa à l'Assemblée nationale d'Épidaure en 1822 puis à l'Assemblée nationale d'Astros en 1823. Il fut  membre du Sénat après 1854.

## Sources
- (el) Parlement grec, Μητρώο Πληρεξουσίων, Γερουσαστών και Βουλευτών. 1822-1935, Athènes, Parlement grec,‎ 1986, 159 p. (lire en ligne) [PDF]